# Brok
Brok – miasto w Polsce, w województwie mazowieckim, w powiecie ostrowskim, siedziba gminy miejsko-wiejskiej Brok.
Uzyskał lokację miejską w 1501 roku, zdegradowany w 1870 roku, ponowne nadanie praw miejskich w 1922 roku. Miasto rządowe Królestwa Kongresowego, położone było w 1827 roku w powiecie ostrołęckim, obwodzie ostrołęckim województwa płockiego. W latach 1975–1998 miasto administracyjnie należało do województwa ostrołęckiego.
Brok leży w dawnej ziemi nurskiej historycznego Mazowsza. Miasto położone jest w Dolinie Dolnego Bugu, nad rzekami Bug i Brok.
W czasach I Rzeczypospolitej był prywatnym miastem duchownym.
Według danych GUS z 31 grudnia 2019 r. miasto miało 1924 mieszkańców.

## Historia
Pierwsza wzmianka o Broku pojawia się w 1203 r. We wczesnym średniowieczu powstała tu osada, na szlaku handlowym łączącym Pomorze z Rusią Kijowską. Osada uzyskała prawa miejskie z nadania biskupa płockiego Wincentego Przerębskiego w 1501 r.

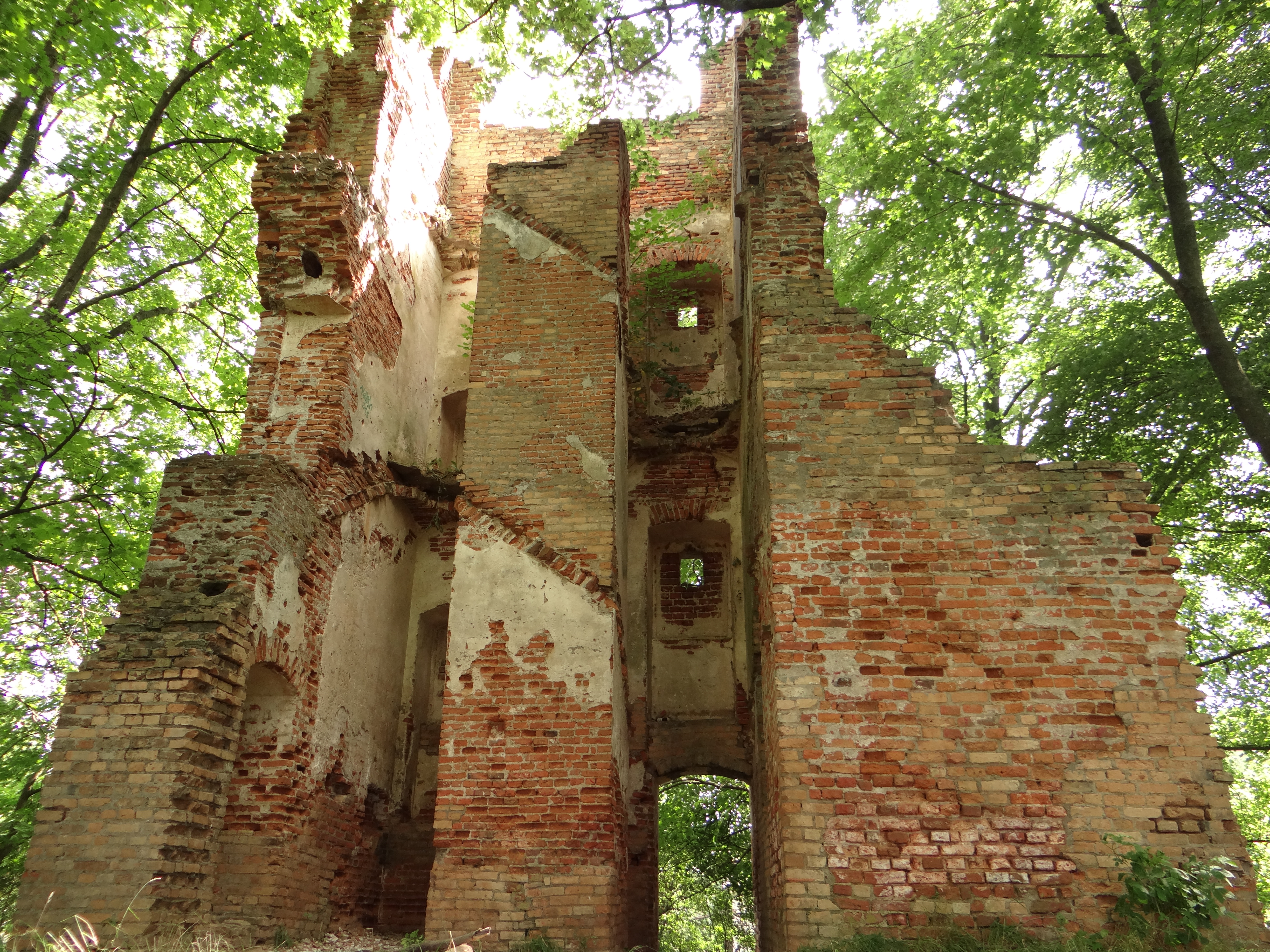
Ruiny zamku biskupiego

Wiek XVI i XVII,, to okres wyjątkowo pomyślnego rozwoju miasta. W 1578 w ponad 450 domach, w większości murowanych zamieszkiwało około 2700 osób, a ponadto odnotowano 2 piece hutnicze, obecność rzemieślników, rybaków, kupców itp. Brok był portem na Bugu, centrum tzw. „Klucza złotoryjskiego”, ośrodkiem handlowym i rzemieślniczym, miejscem urzędowania Zgromadzenia Bartników oraz Starosty Bartnego, których „obowiązkiem było zawiadywanie barciami całej puszczy biskupiej”. Rozwój Broku trwał aż do 1657, tj. do potopu szwedzkiego.
Miejscowość była letnią siedzibą biskupów diecezji płockiej, którzy wznieśli pałac przy ujściu Turki do Bugu.
W 1854 r. Brok liczył 175 domów. Miasto zamieszkiwało wówczas 1755 osób, w tym 1068 (60,9%) chrześcijan i 687 Żydów (39,1%).

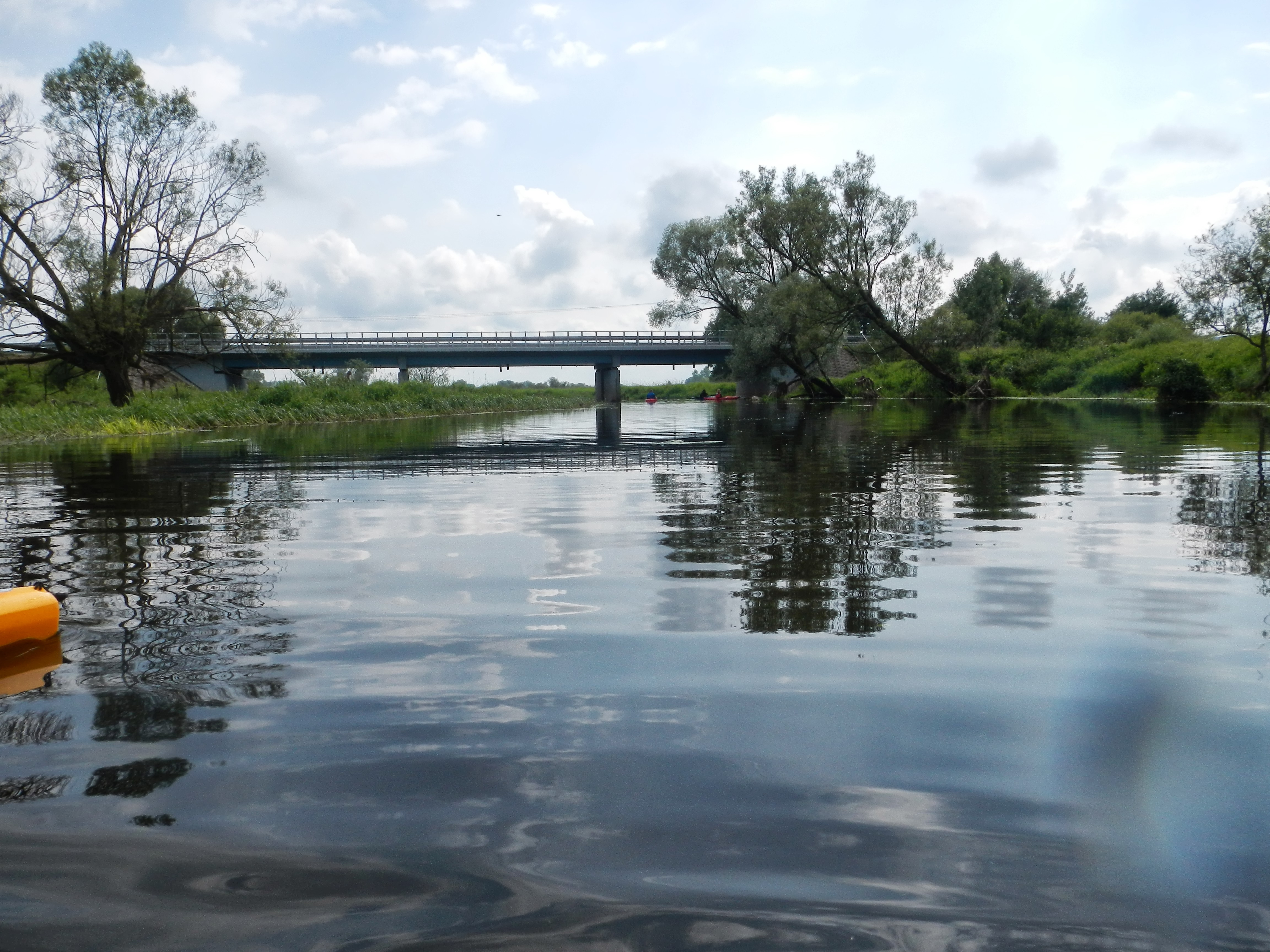
Bug w Broku

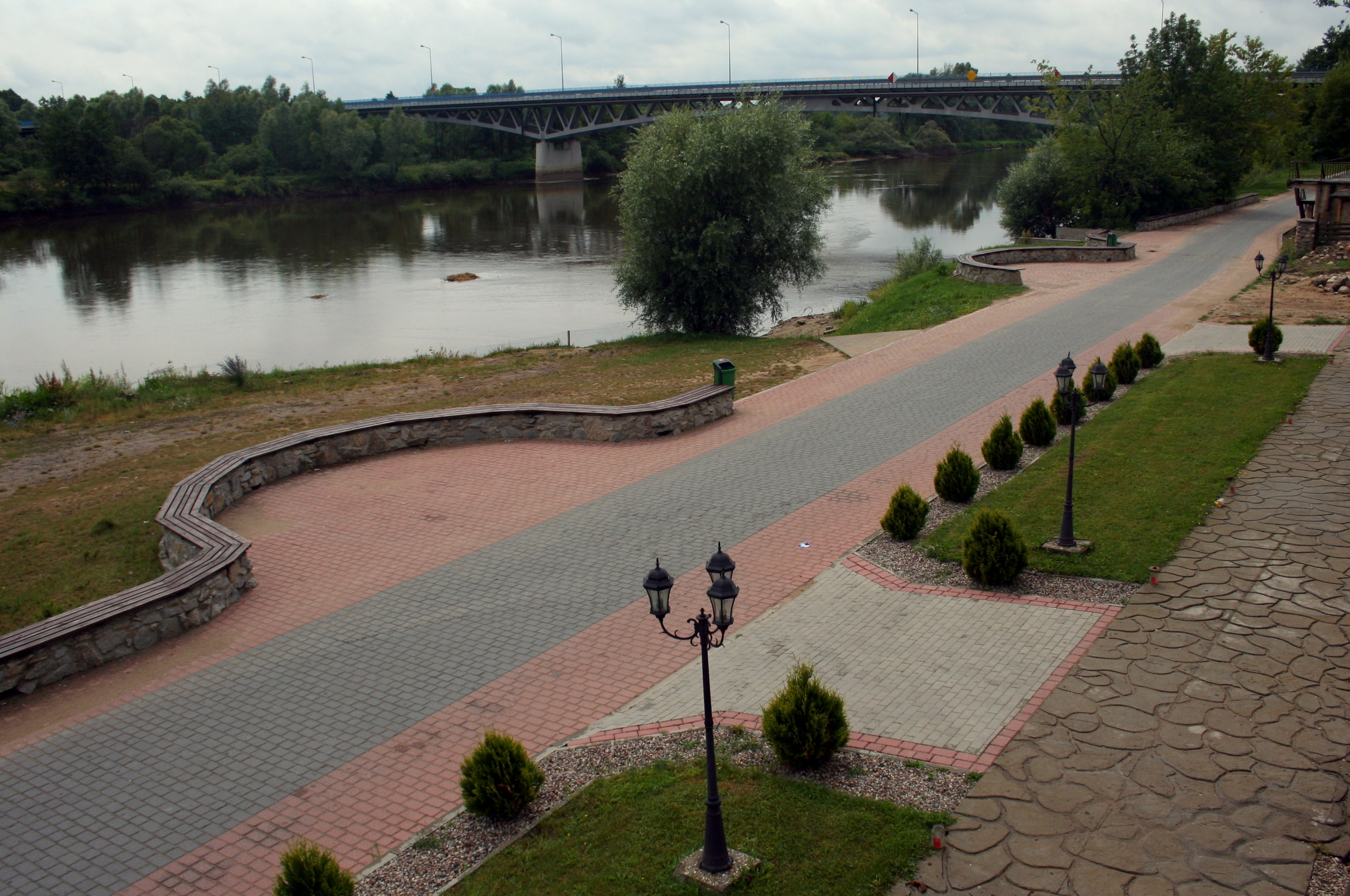
Promenada w Broku nad Bugiem

W połowie XIX wieku prof. Wojciech Jastrzębowski stworzył w pobliskim Feliksowie Zakład Leśno-Praktyczny ze szkołą leśników i leśnym gospodarstwem doświadczalnym. Jednym z uczniów szkoły był Ludomir Benedyktowicz – leśnik, polski malarz, uczestnik powstania styczniowego.
1 marca 1922 roku Brok odzyskał prawa miejskie utracone po powstaniu styczniowym. W 1935 roku powstało Towarzystwo Przyjaciół Broku, którego działacze wysunęli program rozwoju Broku jako miejscowości letniskowej. Powstały liczne pensjonaty, kwatery prywatne, ratusz, szkoła, przystań wodna, kilka zakładów drobnego przemysłu, sieć elektryczna. Brok stał się znanym i popularnym wśród mieszkańców Warszawy letniskiem. Kwitło życie kulturalne miejscowości: działały amatorskie zespoły artystyczne, teatralne, chór, orkiestra dęta Ochotniczej Straży Pożarnej (komendantem w 1929 był Antoni Rowiński).
W latach 30. XX wieku w Broku mieszkał wraz z rodziną Tomasz Janiszewski – polski lekarz, minister zdrowia publicznego w rządzie Ignacego Jana Paderewskiego (1919).
Po zakończeniu II wojny światowej zniszczony w 80% Brok dźwigał się do życia przez długi czas. Dopiero w końcu lat 50. zaczął się szybszy rozwój, związany z budową na terenie miejscowości ośrodków wypoczynkowych przez zakłady pracy oraz ożywionym ruchem turystyczno-wypoczynkowym. Ogólnokrajowy kryzys społeczno-gospodarczy, który wystąpił w końcu lat 80. dotknął w szczególny sposób Brok. Zakłady pracy zmuszone były do likwidacji ośrodków wypoczynkowych, a co za tym idzie zaczęło powoli zamierać życie turystyczne na terenie miejscowości.

## Architektura

### Zabytki

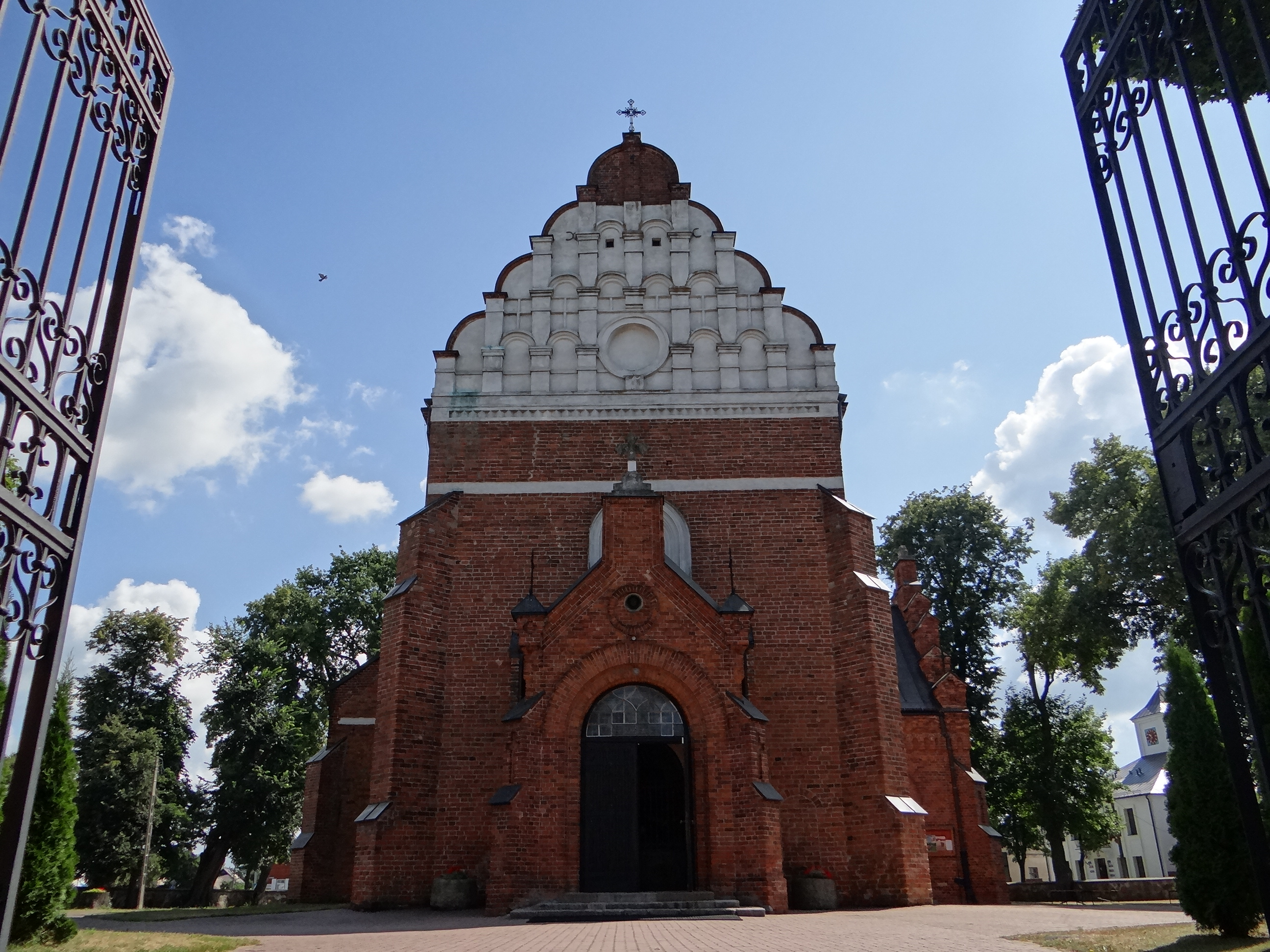
Kościół św. Andrzeja Apostoła

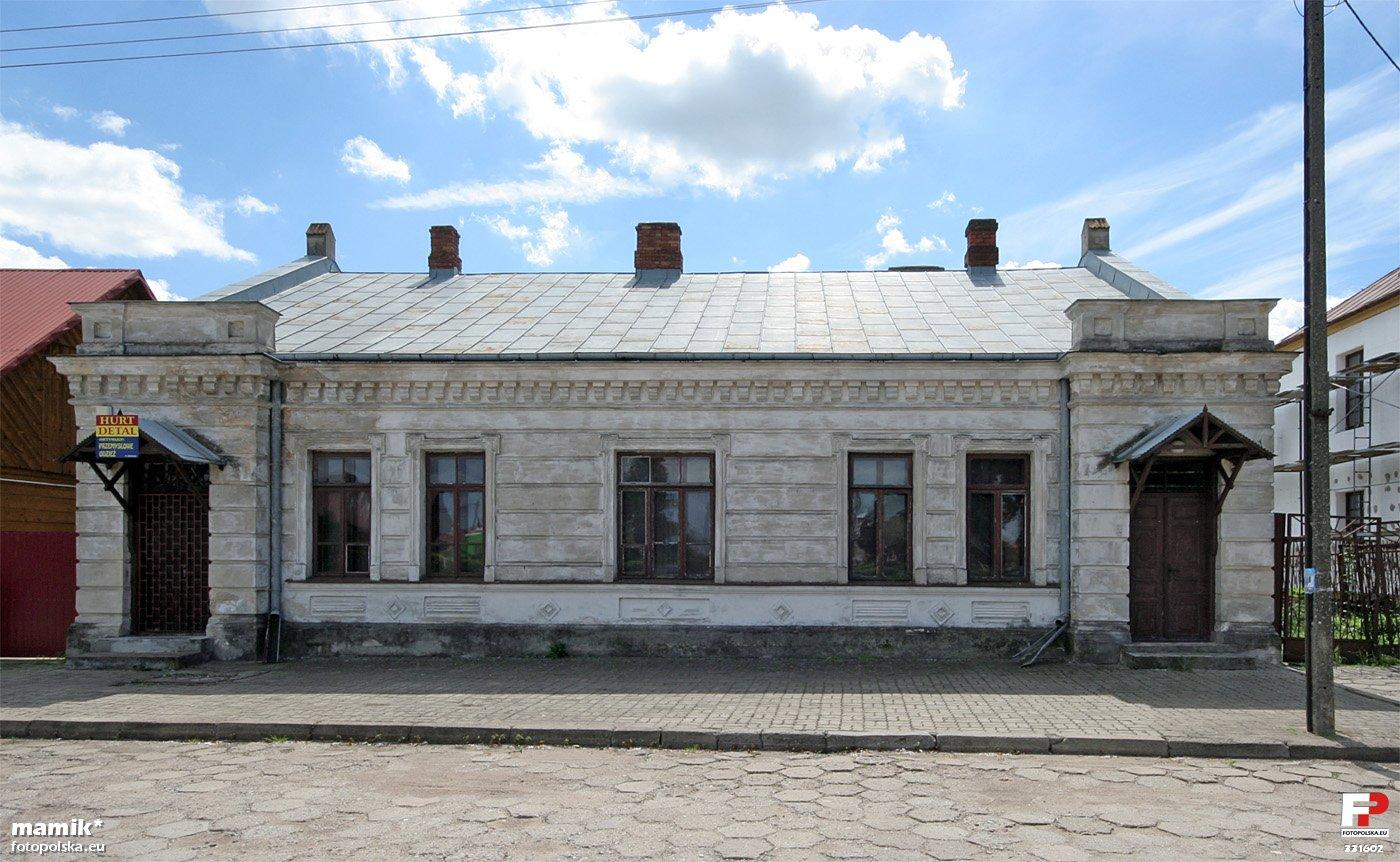
Kamienica z XIX w. przy ul. Kościelnej w Broku

- Kościół św. Andrzeja Apostoła – gotycko-renesansowy z lat 1542–1560 projektu Jana Baptysty Wenecjanina. Kościół jest siedzibą parafii św. Andrzeja Apostoła. W strukturze kościoła rzymskokatolickiego parafia należy do metropolii białostockiej, diecezji łomżyńskiej, dekanatu Ostrów Mazowiecka – Chrystusa Dobrego Pasterza. Kościół znajduje się na Pętli Wschodniej szlaku krajoznawczego Perły Mazowsza.
- Zamek biskupów płockich (w ruinie) – Biskup płocki Henryk Firlej w 1607 roku przy ujściu rzeczki Turki do Bugu rozpoczął budowę letniego pałacu z cechami obronnymi. Przebywali w nim poeta Maciej Kazimierz Sarbiewski, pisarz Stanisław Łubieński, a nauki pobierał w młodości Michał Korybut Wiśniowiecki. W czasie potopu szwedzkiego zamek uszkodzony w 1657 roku i ponownie na początku XVIII wieku[12]. Wyremontował go w 1716 roku biskup Ludwik Bartłomiej Załuski. W 1822 roku pałac został odebrany władzom kościelnym, a w 1831 roku spłonął, a wiosną 1910 roku został rozebrany korpus pałacu przez okolicznych chłopów, w związku z czym do dzisiaj zachowały się tylko pozostałości wieży i fundamenty. W latach 1955–1957 wykonano prace zabezpieczające[13]. W kościele znajduje się marmurowa tablica z 1716 r., która była umieszczona nad wejściem do pałacu, z napisem: „Ante istas fores l Quisquis antea fores / Vidisses inter favillas / hoc palatium, civitatem et villas”.
- Cmentarz żydowski z końca XVIII wieku
- Ratusz zbudowany w 1 poł. XIX wieku w stylu klasycystycznym i przebudowany w 1929 roku.
- Domy z XIX wieku przy Placu Kościelnym (nr 5, nr 11)
- Domkowa kapliczka przydrożna z lat 30. XX w. w miejscu pustelni z XIX w.[14]

## Miejsca pamięci

### Cmentarz przy przysiece

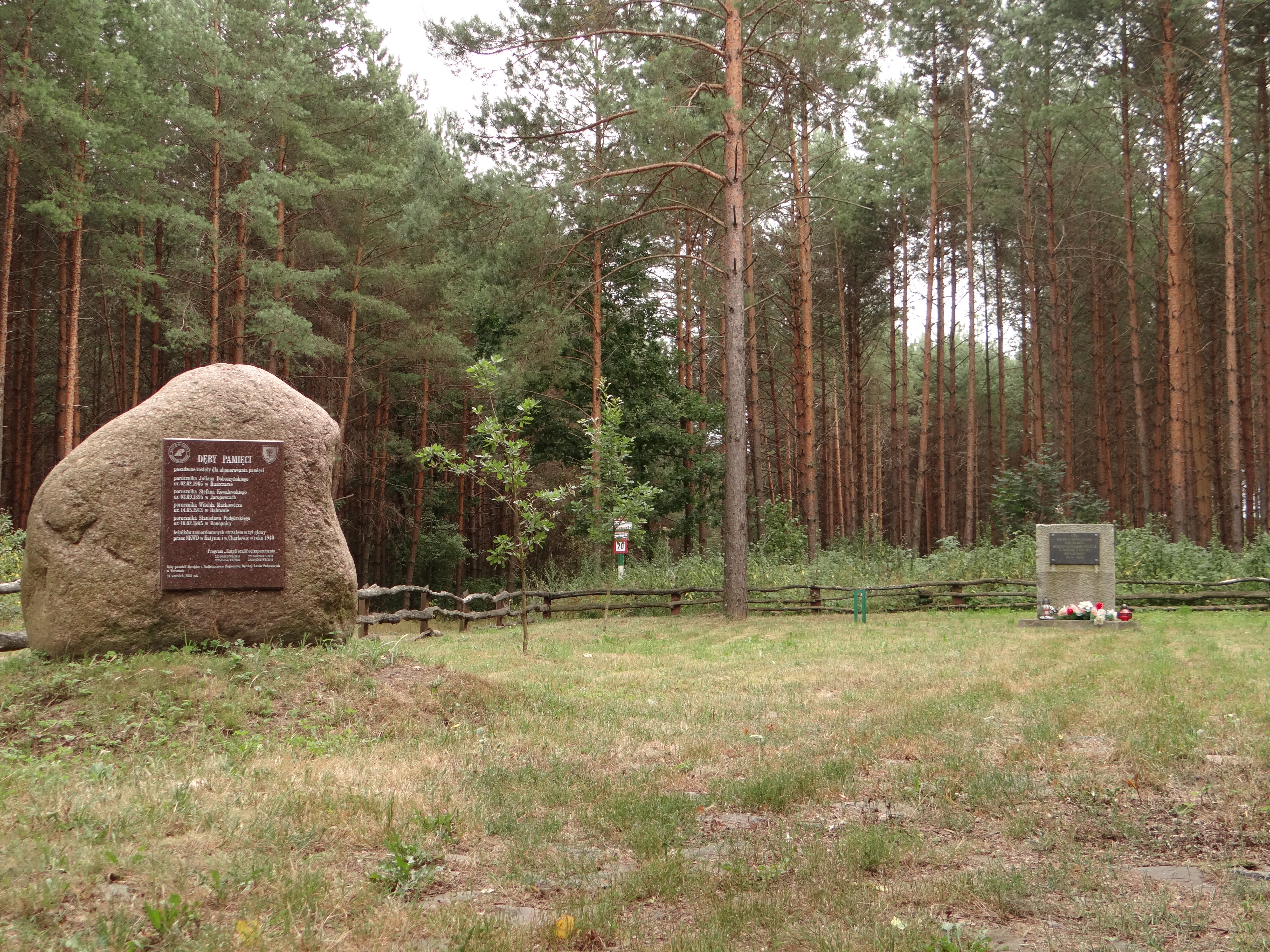
Cmentarzyk przy przesiece koło Broku

Na trasie Brok – Poręba znajduje się odrestaurowany w roku 2008 tzw. cmentarzyk przy przesiece. W zbiorowej mogile spoczywają szczątki żołnierzy różnych narodowości poległych w latach 1914–1918.
W 2010 r. w ramach programu „Katyń ocalić od zapomnienia” na terenie cmentarza została odsłonięta tablica poświęcona pamięci leśników: por. Juliana Doboszyńskiego, por. Stefana Kowalewskiego, por. Witolda Mackiewicza oraz por. Stanisława Podgórskiego zamordowanych przez NKWD w Charkowie i Katyniu w 1940 roku. Dla uczczenia ich pamięci posadzono również cztery dęby.

### Kurhan grzebalny

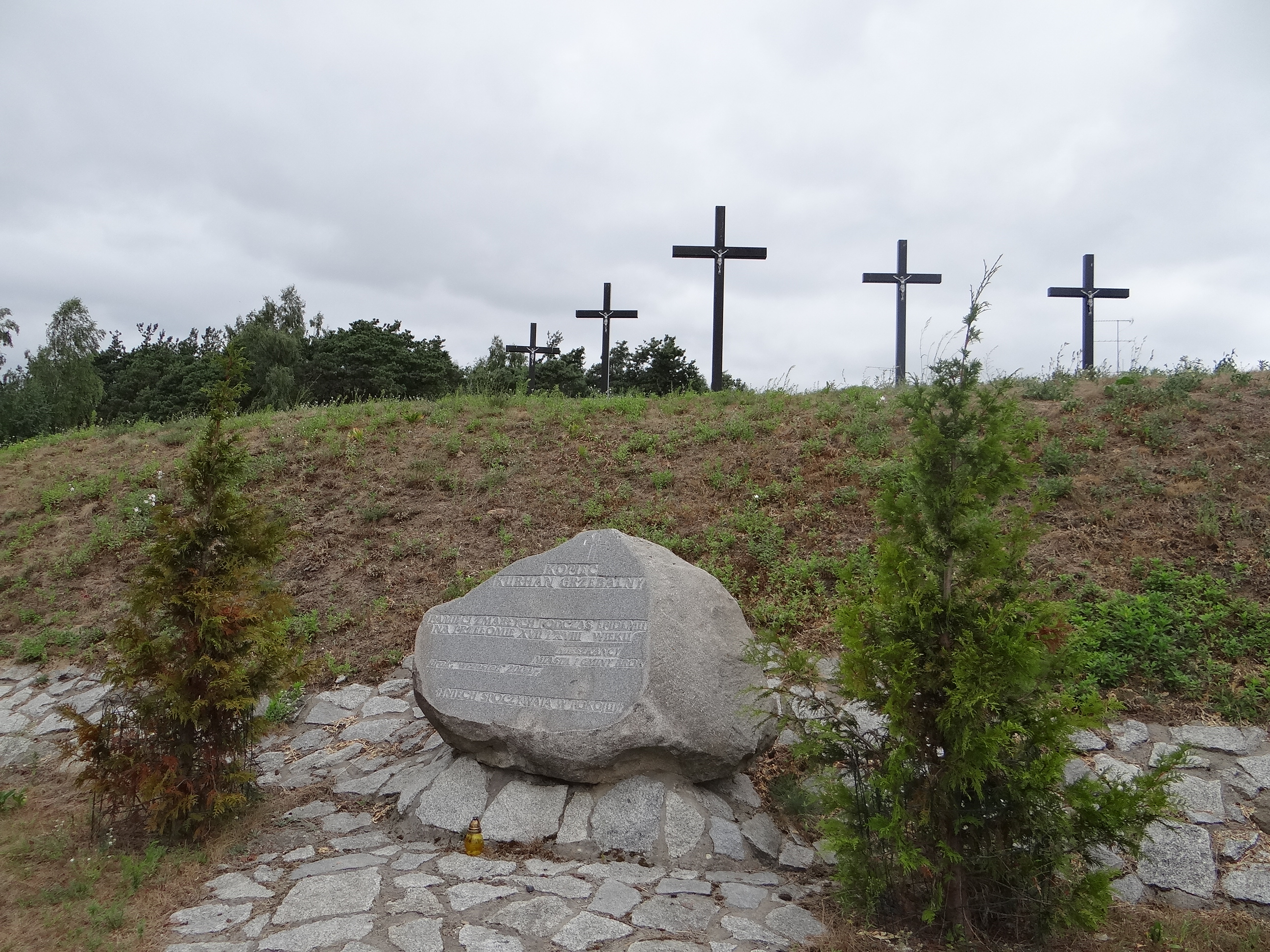
Kurhan grzebalny

Kurhan grzebalny zwany dawniej żydowską górką położony jest obok cmentarza żydowskiego. Kiedyś kurhan był znacznie wyższy i znajdował się na nim drewniany tzw. „krzyż choleryczny”.
Pochowano w nim około 1500 zmarłych podczas epidemii dżumy (według starszych okolicznych mieszkańców byli to zmarli na cholerę) na przełomie XVII i XVIII wieku. Obecnie na kurhanie ustawione jest pięć krzyży, a przed nim umieszczono tablicę pamiątkową.

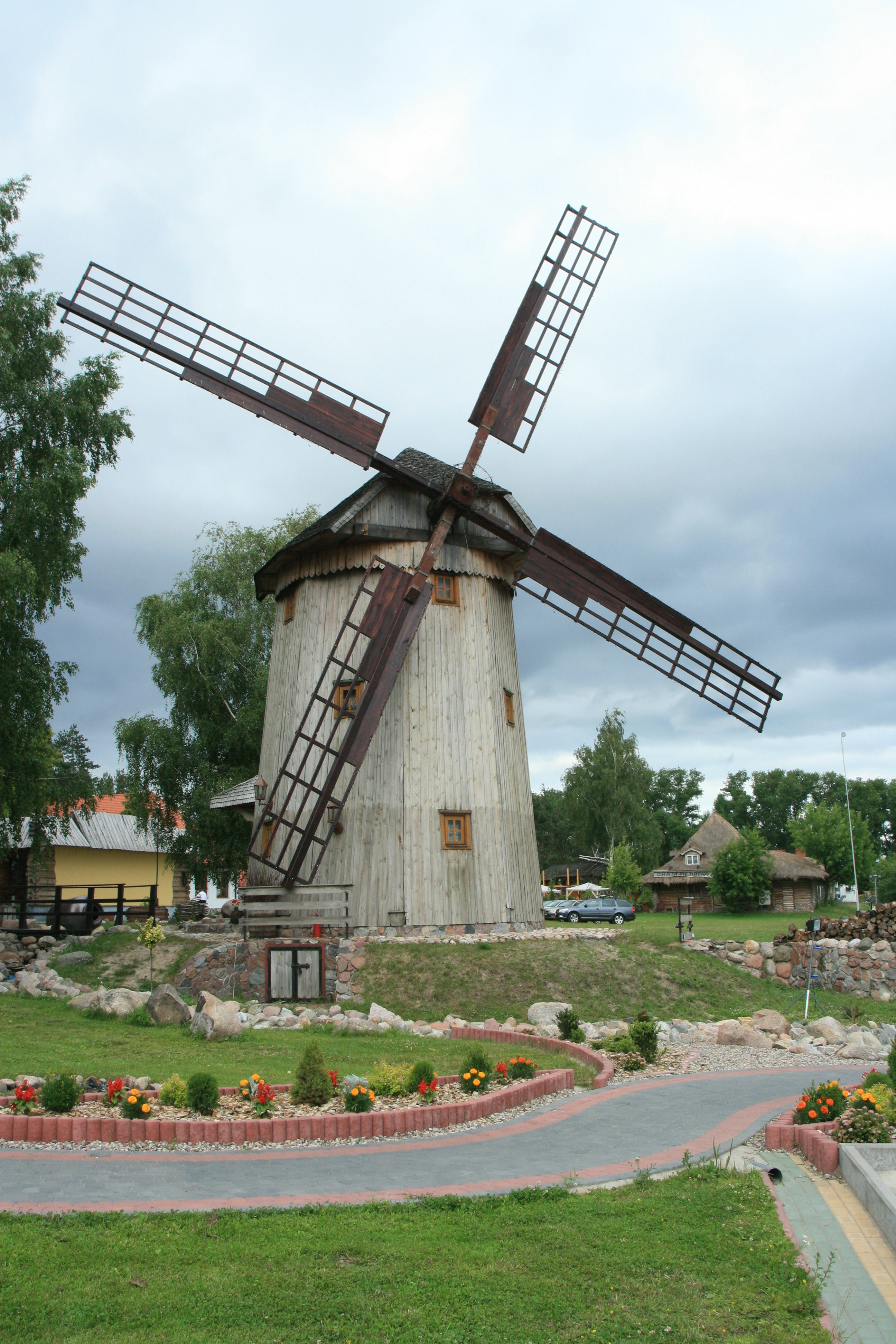
Wiatrak holenderski w Broku

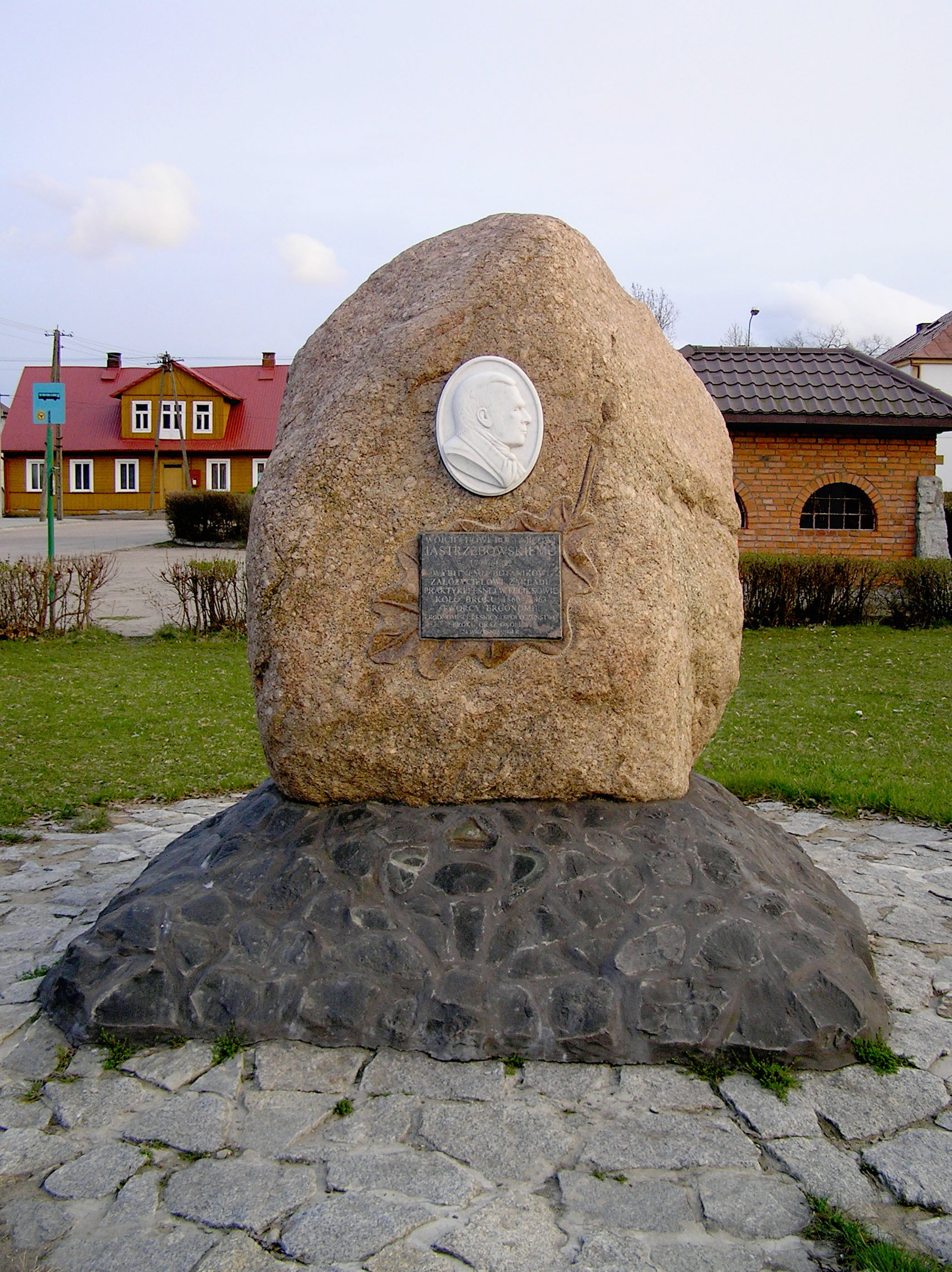
Pomnik Wojciecha Jastrzębowskiego

## Demografia
- Tabela przyrostu i odpływu ludności Broku w latach 1827–2021[15].

## Transport
W mieście krzyżuje się droga krajowa nr 50 oraz droga wojewódzka nr 694.

## Polityka
Burmistrzowie:
- Maciej Jachna (1766, 1769)[16]
- Stanisław Bębenek (2002-2006)
- Krystyna Kacpura (2006-2010)[17][18]
- Marek Młyński (2010-2024)[19]
- Sebastian Oczkowski (od 2024)[20]